# Ctenops nobilis
Ctenops nobilis je labyrintní paprskoploutvá ryba z čeledi guramovití (Osphronemidae), jediný zástupce monotypického rodu Ctenops. Pochází ze sladkých vod Indie a Bangladéše.